# 동인 게임
동인 게임(同人 Game)은 게임을 좋아하는 사람들(동인) 이 만든 컴퓨터 게임이다.

## 개요(역사)
1980년대 중반부터 일본 동인계에서 시도되었다. 현재는 코믹 마켓 등의 이벤트에서 체험판을 배포한 뒤 차기 이벤트에서 정식 발매의 수순을 따르는 것이 대세를 이루고 있다.
최근에는 프리웨어 무료 배포를 포함하여, 이벤트나 통신 판매를 통한 공식적인 유통에 이르기까지, 유통방법에서 작품의 성격이나 제작자의 의향이 가장 큰 요소로 작용하게 되었다.
또한, 콘솔 게임이나 온라인 게임도 동인이 개발할 수 있는 기술적인 환경이 구축되어, 보다 장르가 다양화되고 있다.

## 대한민국의 경향
대한민국의 동인계에서는 취약한 동인게임 시장에 따른 재원 부족과 개인이 만들 수 있는 기술적인 한계 때문에 소수의 인원으로 제작할 수 있는 비주얼 노벨 장르의 게임이 제작되는 경우가 많다. 대한민국에서는 비용 문제와 패키지 게임 시장의 한계 때문에 소량의 패키지 물량만 제작하여 코믹월드 등의 행사에서 판매하고 있으며, 웹을 통해 무료로 배포하기도 한다.

## 외국의 사례
스페인의 봄버게임에서는 베어너클을 동인게임으로 제작한 베어너클 리메이크라는 동인게임이 있는데 철저하게 유저들의 입맛에 맞게 제작되었으며 원작시리즈의 장점을 모두 적용했기 때문에 동인게임임에도 불구하고 원작보다 훨씬 많은 인기를 얻었다. 또한 황금도끼를 동인게임으로 제작한 황금도끼myth 역시 같은 이유로 인기를 끌고 있다.